# Vibersviller
Vibersviller település Franciaországban, Moselle megyében. Lakosainak száma 384 fő (2022. január 1.). Vibersviller Altwiller, Albestroff, Givrycourt, Insviller, Loudrefing, Mittersheim, Munster, Niederstinzel és Vittersbourg községekkel határos.

## Népesség
A település népessége az elmúlt években az alábbi módon változott:
| Lakosok száma | 465  | 467  | 468  | 454  | 436  | 418  | 400  | 390  | 384  |
|               | 2013 | 2015 | 2016 | 2017 | 2018 | 2019 | 2020 | 2021 | 2022 |